# 81 (число)
Вижте пояснителната страница за други значения на 81.
81 (осемдесет и едно) е естествено, цяло число, следващо 80 и предхождащо 82.
Осемдесет и едно с арабски цифри се записва „81“, а с римски цифри – „LXXXI“. Числото 81 е съставено от две цифри от позиционните бройни системи – 8 (осем) и 1 (едно).

## Общи сведения
- 81 е нечетно число.
- 81 е атомният номер на елемента талий.
- 81-вият ден от годината е 22 март.
- 81 е година от Новата ера.

## Любопитни факти
- Франция се състои от 81 департамента